# Wael Farrag
Wael Farrag (tiếng Ả Rập: وائل فراج) là một cầu thủ bóng đá người Ai Cập hiện tại thi đấu cho Petrojet.